# 吉川勝成
吉川 勝成（よしかわ かつなり、1977年4月28日 - ）は、京都府宇治市出身の元プロ野球選手（投手）。

## 経歴

### プロ入り前
天理高等学校では第76回全国高等学校野球選手権大会に2年生でただ一人ベンチ入りしたが、出場機会はなかった。龍谷大学へ進学。関西六大学リーグでは通算13勝5敗。最優秀選手1回、最優秀投手2回受賞。4年の大学選手権では先発も初戦敗退。1999年のドラフト会議にて大阪近鉄バファローズから9位指名を受け入団。9位という下位指名だったことから、『99はどうですか？』と聞かれたとき、『いいですね。』と答えたことから、当時トレーニングコーチの山下千春がつけていた99を引き継いだ。

### 近鉄時代
入団1年目の2000年から2003年までの4年間は毎年一軍登板をしていたが、ごくわずかだった。
入団5年目の2004年にオープン戦で結果を残し、開幕1軍入り。開幕第2戦の北海道日本ハムファイターズ戦で、9回表に吉田豊彦からSHINJOが勝ち越し3ラン本塁打を放った後に登板し、エンジェル・エチェバリアを3球三振で抑えると、その裏に相手失策などでの2死満塁からラリー・バーンズ・中村紀洋の連打でチームは逆転サヨナラ勝ちを収め、幸運なプロ初勝利を挙げた。夏場は疲労で調子を落としたが、1年を通じてリリーフとして活躍し50試合4勝4敗、防御率2.82の好成績を挙げた。オフの選手分配ドラフト時に合併先のオリックス・バファローズにプロテクトされた。

### オリックス時代
2005年は開幕戦の西武ライオンズ戦で9回裏に走者を残して降板し、後続の投手がサヨナラ打を浴びたため、オリックスバファローズ最初の敗戦投手となった。また、9月2日の東北楽天ゴールデンイーグルス戦では6回裏に10失点を喫する大乱調で、パシフィック・リーグタイ記録の1イニング60球を記録した。この年は若手の加藤大輔、広島から移籍してきた菊地原毅らが中継ぎの柱として起用されたこともあり、前年より登板数を減らし、29試合の登板にとどまった。
2006年は前年活躍した中継ぎ陣が調子を落としたものの吉川自身の登板数は増えるどころか減少し、15試合の登板に終わった。
2007年はわずか1試合の登板に終わった。
翌年2008年も2試合に登板にとどまり、8月には腰痛を悪化させ、10月3日球団から戦力外通告を受けた。その後、11月3日に自身のホームページ上で現役引退を表明した。

### 引退後
その後、2010年10月より大阪市内で焼肉店「勝」を経営している。店長は高校時代の同級生。野球を辞める時に修行に行ってもらっていた。経営者となった今でも野手を抑える野球の夢を見るという。

## 選手としての特徴・人物
サイドスローから140km/h前後の速球とスライダー・シンカー・シュートなどの変化球を投げ分ける。現役時代は、リリーフとして活躍した。

## 詳細情報

### 年度別投手成績
| 年 度     | 球 団      | 登 板 | 先 発 | 完 投 | 完 封 | 無 四 球 | 勝 利 | 敗 戦 | セ 丨 ブ | ホ 丨 ル ド | 勝 率 | 打 者 | 投 球 回 | 被 安 打 | 被 本 塁 打 | 与 四 球 | 敬 遠 | 与 死 球 | 奪 三 振 | 暴 投 | ボ 丨 ク | 失 点 | 自 責 点 | 防 御 率 | W H I P |
| --------- | ---------- | ----- | ----- | ----- | ----- | -------- | ----- | ----- | -------- | ----------- | ----- | ----- | -------- | -------- | ----------- | -------- | ----- | -------- | -------- | ----- | -------- | ----- | -------- | -------- | ------- |
| 2000      | 近鉄       | 3     | 0     | 0     | 0     | 0        | 0     | 0     | 0        | --          | ----  | 24    | 4.1      | 7        | 0           | 4        | 0     | 0        | 6        | 0     | 0        | 3     | 3        | 6.23     | 2.54    |
| 2001      | 近鉄       | 1     | 0     | 0     | 0     | 0        | 0     | 0     | 0        | --          | ----  | 4     | 1.0      | 1        | 0           | 0        | 0     | 0        | 1        | 0     | 0        | 0     | 0        | 0.00     | 1.00    |
| 2002      | 近鉄       | 3     | 0     | 0     | 0     | 0        | 0     | 0     | 0        | --          | ----  | 12    | 1.2      | 5        | 1           | 2        | 0     | 0        | 1        | 0     | 0        | 5     | 3        | 16.20    | 4.20    |
| 2003      | 近鉄       | 4     | 0     | 0     | 0     | 0        | 0     | 0     | 0        | --          | ----  | 25    | 5.2      | 8        | 1           | 2        | 0     | 0        | 4        | 0     | 0        | 4     | 4        | 6.35     | 1.76    |
| 2004      | 近鉄       | 50    | 0     | 0     | 0     | 0        | 4     | 4     | 0        | --          | .500  | 212   | 51.0     | 56       | 2           | 14       | 2     | 1        | 26       | 0     | 0        | 16    | 16       | 2.82     | 1.37    |
| 2005      | オリックス | 29    | 0     | 0     | 0     | 0        | 0     | 4     | 1        | 5           | .000  | 181   | 39.1     | 54       | 0           | 13       | 1     | 3        | 13       | 0     | 0        | 29    | 21       | 4.81     | 1.70    |
| 2006      | オリックス | 15    | 0     | 0     | 0     | 0        | 0     | 0     | 0        | 1           | ----  | 55    | 11.2     | 14       | 3           | 6        | 2     | 3        | 7        | 1     | 0        | 10    | 7        | 5.40     | 1.71    |
| 2007      | オリックス | 1     | 0     | 0     | 0     | 0        | 0     | 0     | 0        | 0           | ----  | 5     | 1.0      | 1        | 0           | 1        | 1     | 0        | 0        | 0     | 0        | 0     | 0        | 0.00     | 2.00    |
| 2008      | オリックス | 2     | 0     | 0     | 0     | 0        | 0     | 0     | 0        | 0           | ----  | 15    | 3.0      | 6        | 2           | 1        | 0     | 0        | 2        | 0     | 0        | 3     | 3        | 9.00     | 2.33    |
| 通算：9年 | 通算：9年  | 108   | 0     | 0     | 0     | 0        | 4     | 8     | 1        | 6           | .333  | 533   | 118.2    | 152      | 9           | 43       | 6     | 7        | 60       | 1     | 0        | 70    | 57       | 4.32     | 1.64    |

### 記録
初記録
- 初登板：2000年4月25日、対西武ライオンズ3回戦（西武ドーム）、6回裏2死に4番手として救援登板・完了、2回1/3を1失点
- 初奪三振：同上、7回裏に伊東勤から
- 初勝利：2004年3月28日、対北海道日本ハムファイターズ2回戦（大阪ドーム）、9回表2死に5番手として救援登板・完了、1/3回無失点
- 初ホールド：2005年4月9日、対東北楽天ゴールデンイーグルス2回戦（大阪ドーム）、8回表1死に3番手として救援登板、2/3回無失点
- 初セーブ：2005年4月26日、対東北楽天ゴールデンイーグルス5回戦（山形県野球場）、9回裏に6番手として救援登板・完了、1回無失点

その他記録
- 1イニング60球：2005年9月2日、東北楽天ゴールデンイーグルス17回戦（フルキャストスタジアム宮城）、6回裏に記録　※パ・リーグタイ記録
  - 1997年6月27日の西武対近鉄で、近鉄のボブ・ミラッキが出した記録に並ぶ。

### 背番号
- 99 （2000年 - 2008年）